# Park Narodowy „Ujście Warty”
Park Narodowy „Ujście Warty” – polski park narodowy utworzony 1 lipca 2001 z połączenia rezerwatu przyrody Słońsk i części Parku Krajobrazowego Ujście Warty.

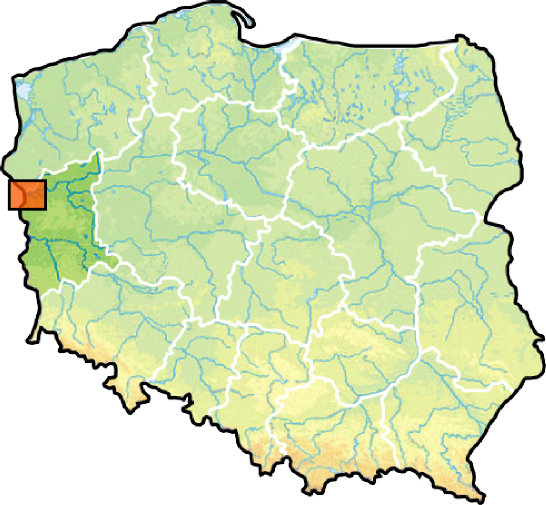
Umiejscowienie Ujścia Warty na mapie hipsometrycznej

## Położenie
Park o powierzchni 8074 ha obejmuje rozlewiska u ujścia rzeki Warty do Odry, wytwarzane w dużej mierze przez rzekę Postomię. Siedziba dyrekcji parku znajduje się w Chyrzynie koło Kostrzyna nad Odrą. Park znajduje się na terenie trzech gmin: Kostrzyn nad Odrą, Słońsk i Witnica. Otulina Parku, oprócz wymienionych gmin, leży też na terenie gminy Górzyca.

## Symbol parku
Symbolem parku od chwili jego powołania była gęś zbożowa – gatunek, który w wielkich stadach pojawiał się na jego terenie w przelotach. Od kwietnia 2020 r. jest to gęś tundrowa. Zmianę tę wymusił fakt, iż w międzyczasie wyróżniono z populacji gęsi zbożowej nowy gatunek – gęś tundrową, a jednocześnie stwierdzono, że to właśnie jego przedstawiciele stanowią ok. 90% stad zalatujących w ujście Warty.

## Charakterystyka
Park został założony dla ochrony unikatowych terenów podmokłych, rozległych łąk i pastwisk, które są jedną z najważniejszych w Polsce ostoją ptaków wodnych i błotnych. Na terenie parku stwierdzono obecność 245 gatunków ptaków, w tym 174 lęgowych. Aż 26 z nich należy do gatunków ginących w skali światowej. Są to m.in. wodniczka, derkacz, rycyk, żuraw, bąk, bączek, rybitwa czarna.
W przelotach, obok wielotysięcznych stad wymienionych wyżej gęsi tundrowej i zbożowej, pojawiają się w ujściu Warty gęsi gęgawy, gęsi białoczelne i szereg innych, rzadszych gatunków. Tutaj znajduje się największe w Polsce zimowisko arktycznego gatunku łabędzia krzykliwego, a także około 30 bielików, które przyciąga obfitość zimujących kaczek, stanowiących ich pokarm.
W pobliżu Kostrzyna, przy drodze krajowej nr 22 mieszczą się punkty widokowe dla obserwacji przyrodniczych.

## Turystyka
Teren parku udostępniony jest do uprawiania turystyki pieszej oraz rowerowej po wyznaczonych szlakach pieszych i rowerowych, w tym zagospodarowanych w formie ścieżek przyrodniczych.

## Galeria

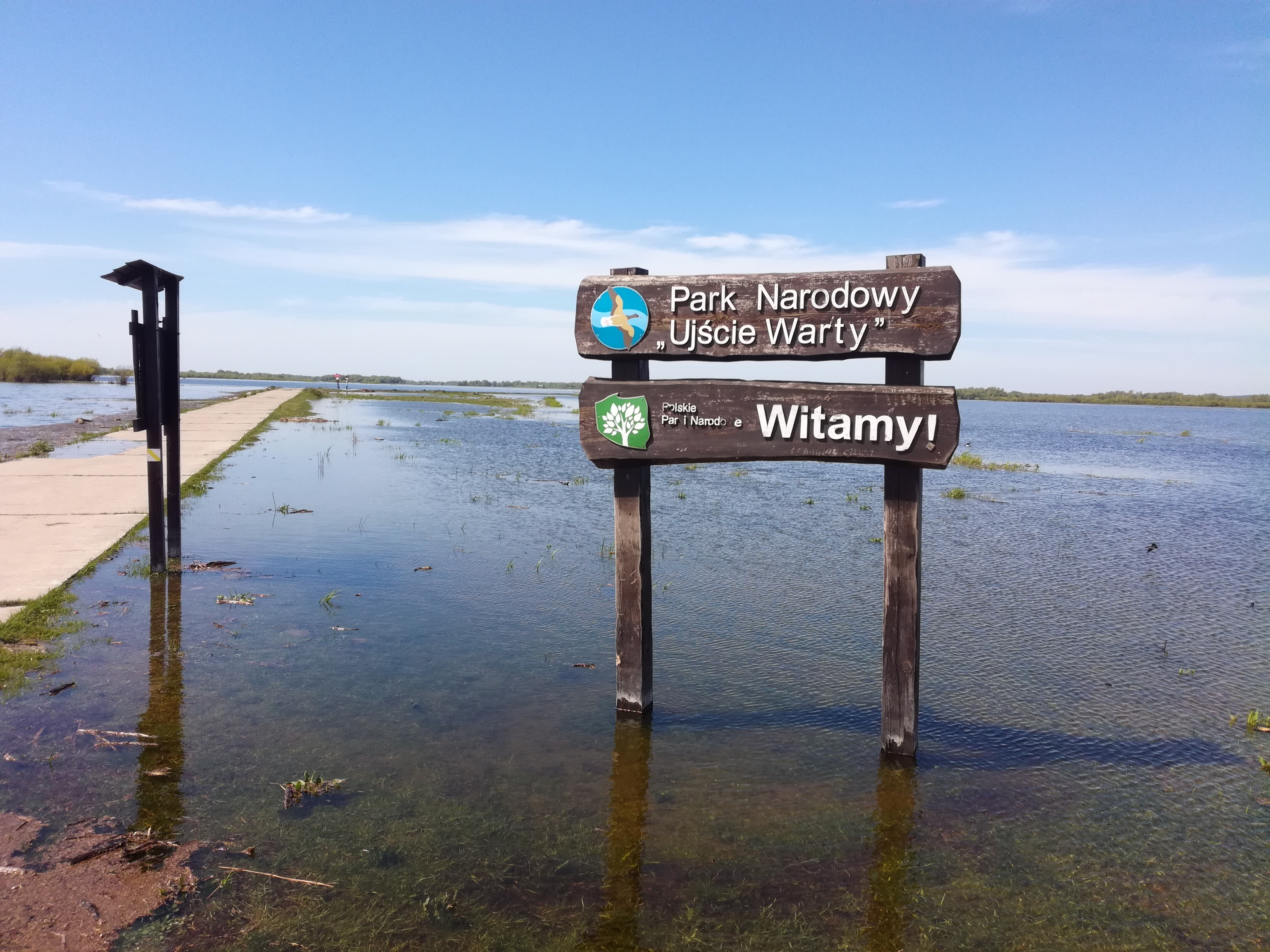
Tablica powitalna przy wejściu
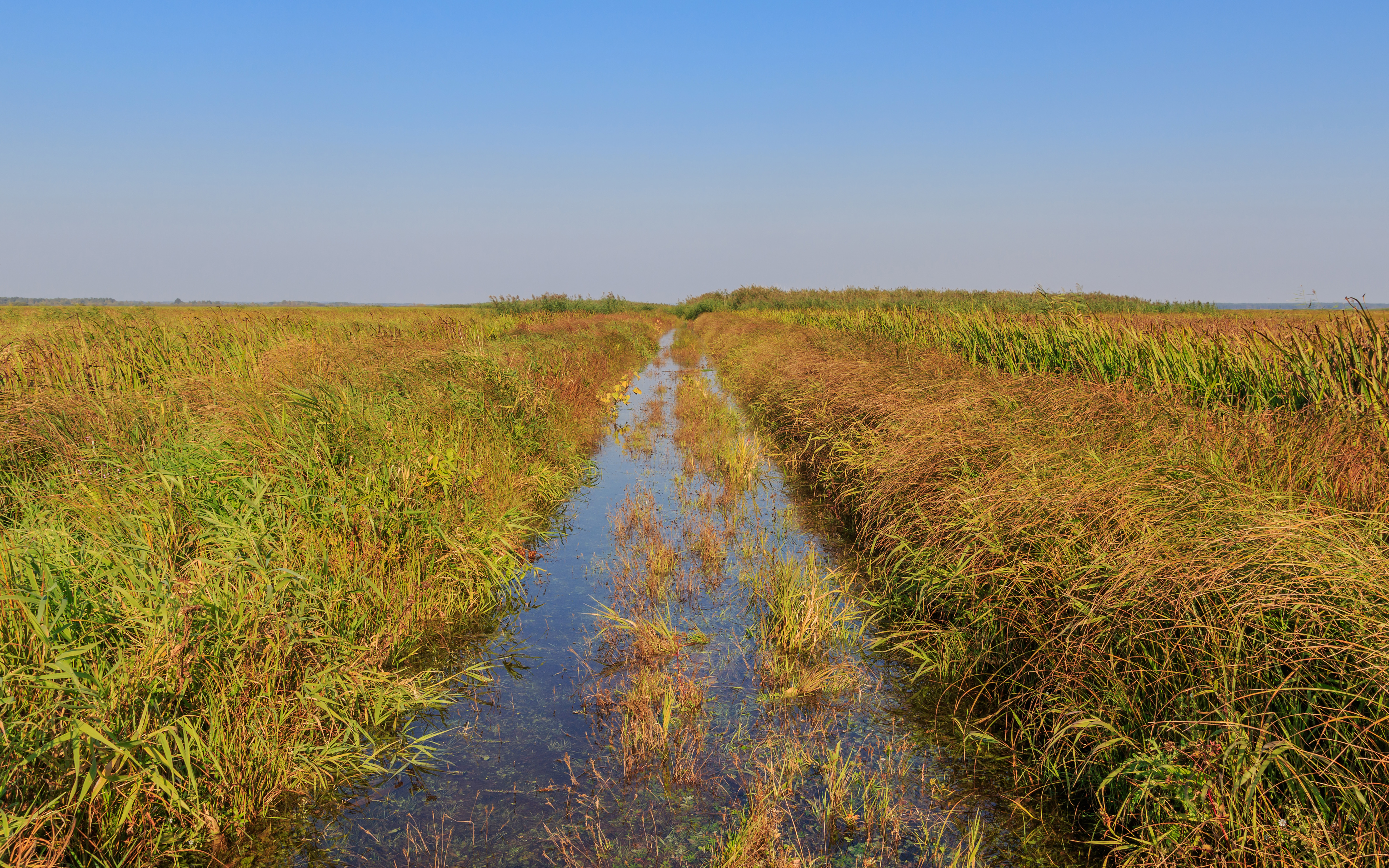
Wejście do Parku Narodowego
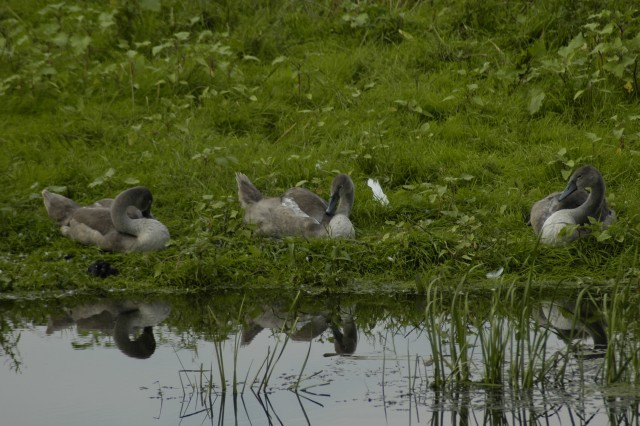
Łabędzie koło Słońska
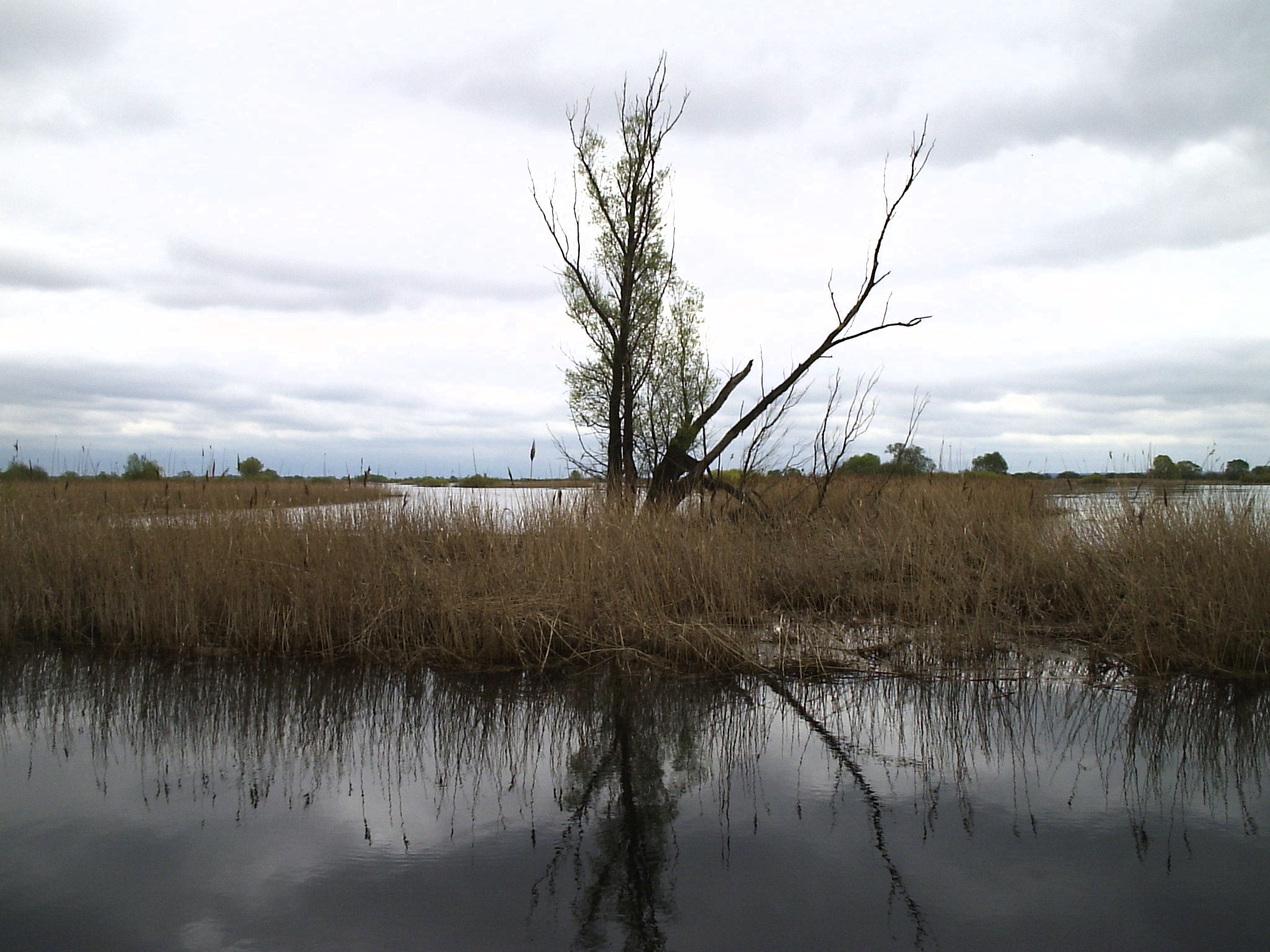
Rezerwat Słońsk
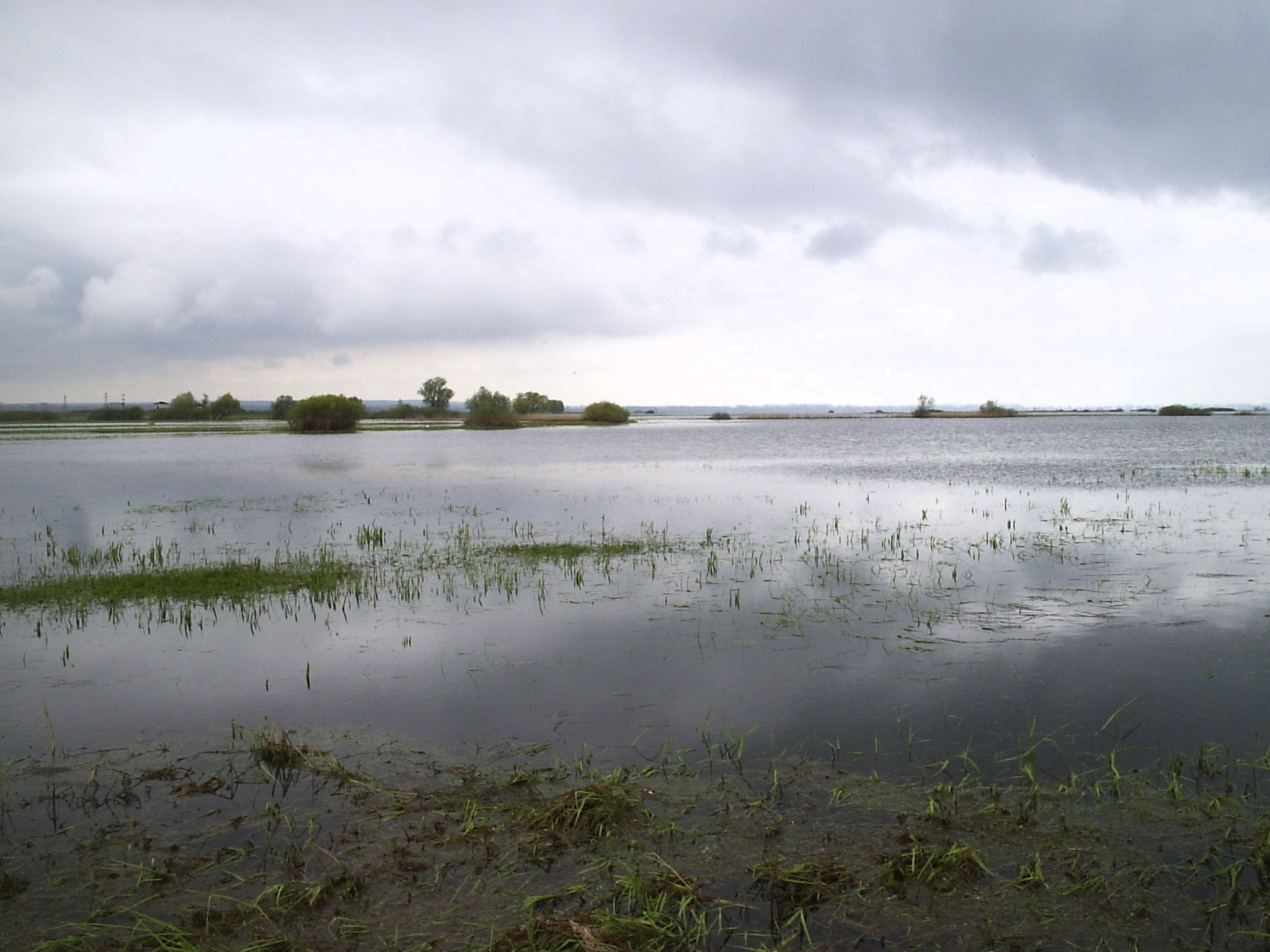
Rezerwat Słońsk
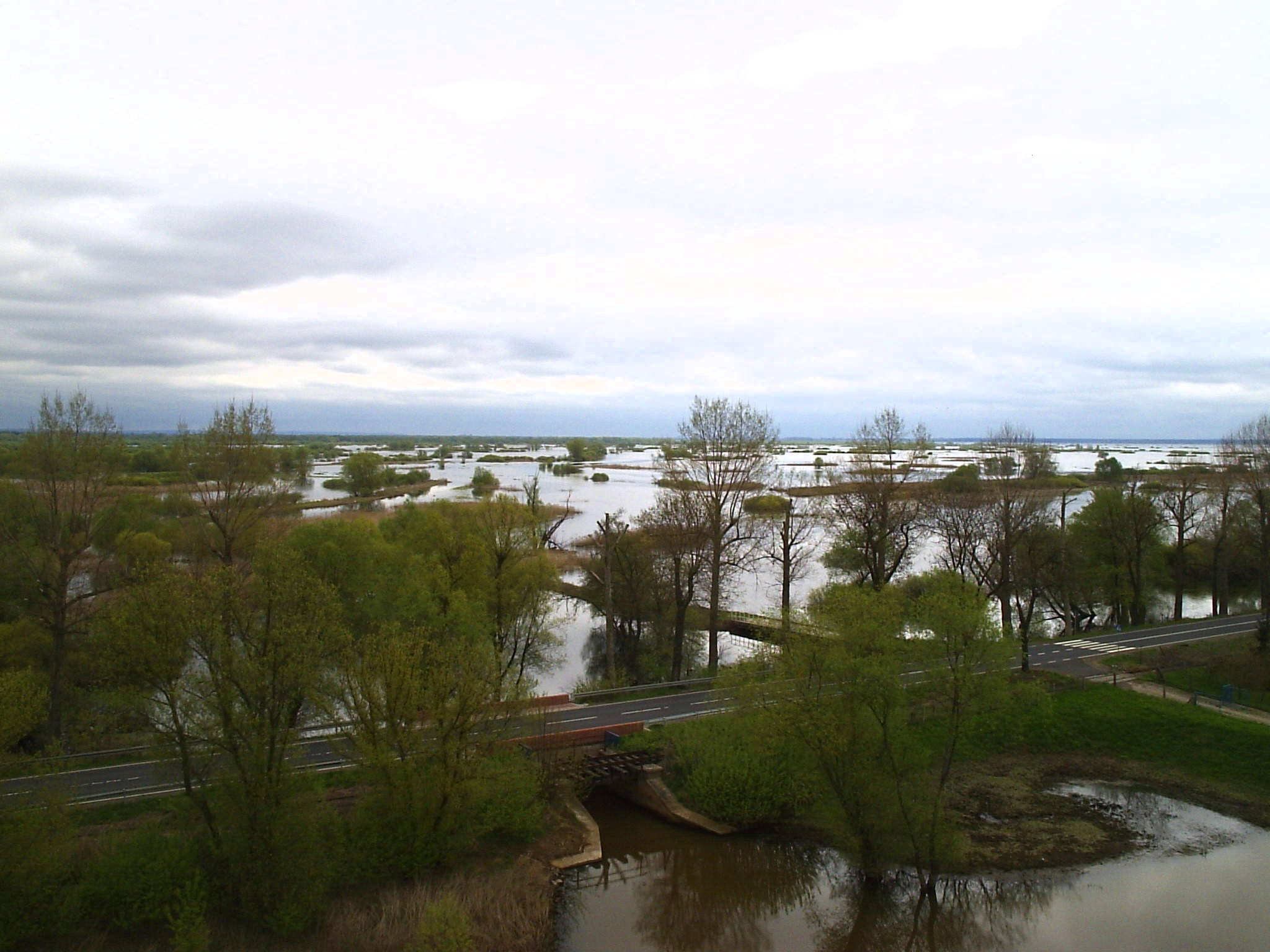
Widok od strony południowej – z wieży widokowej w Chyrzynie
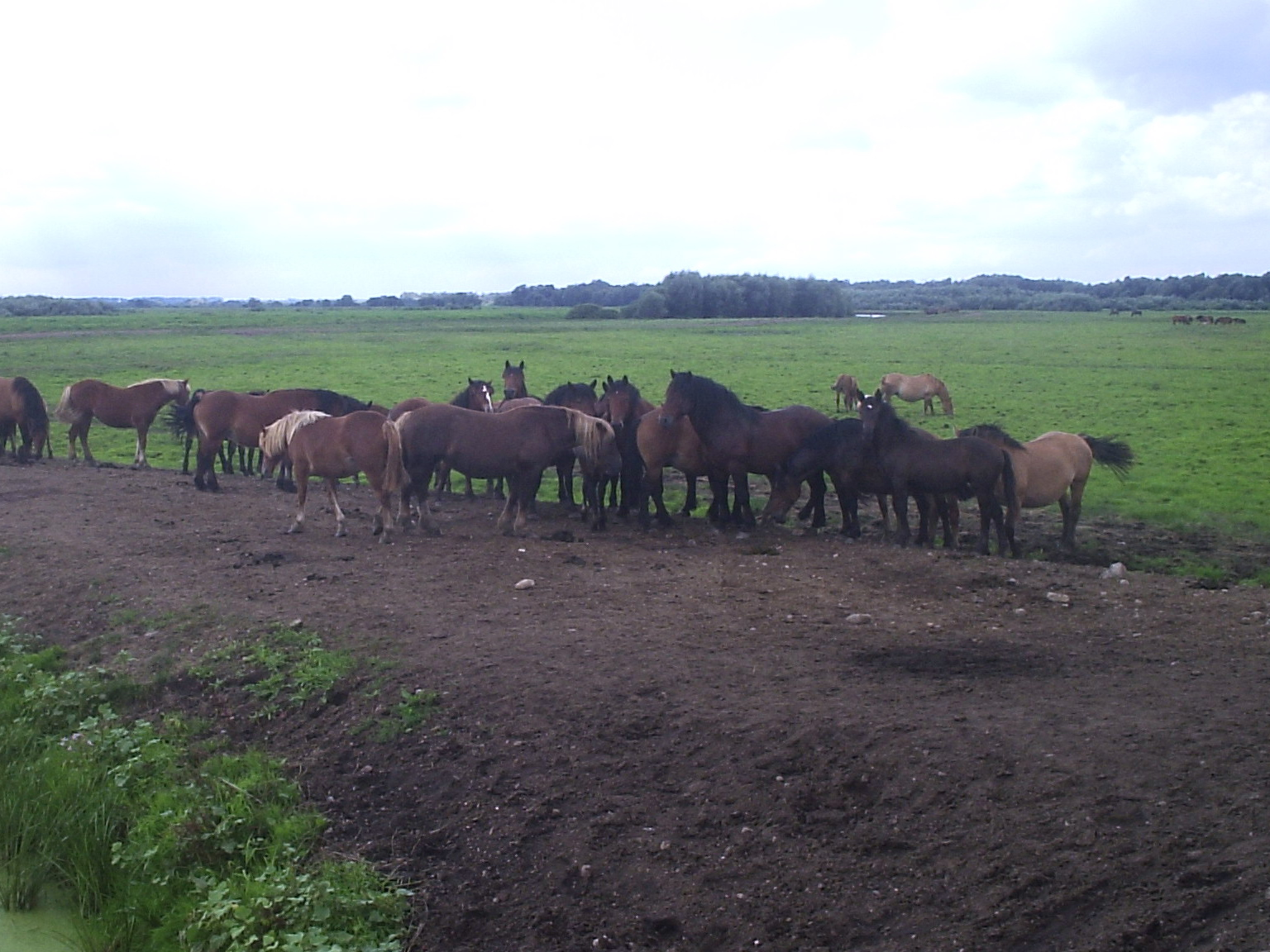
Konie są nieodłącznym elementem Parku
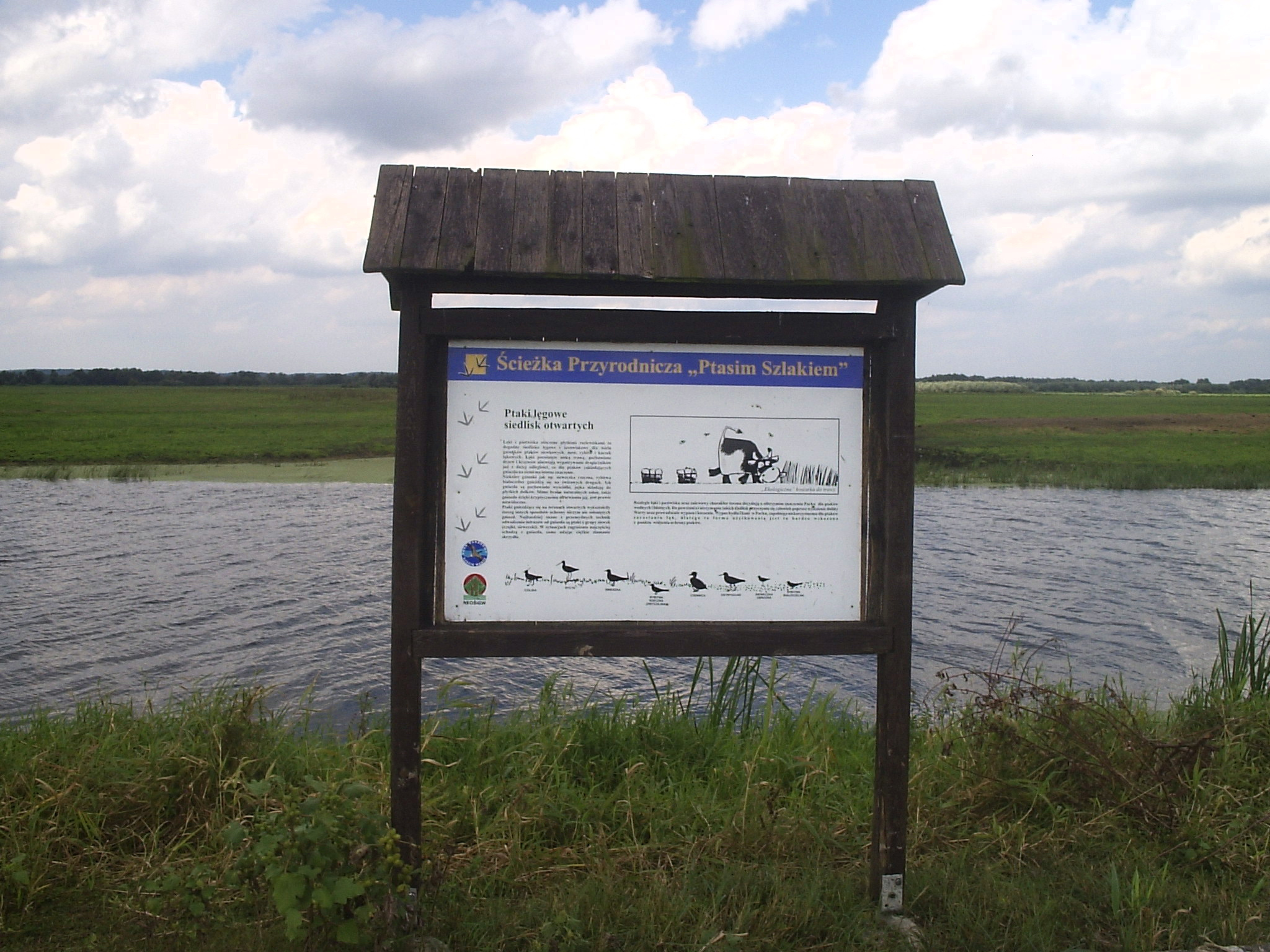
Ścieżka dydaktyczna
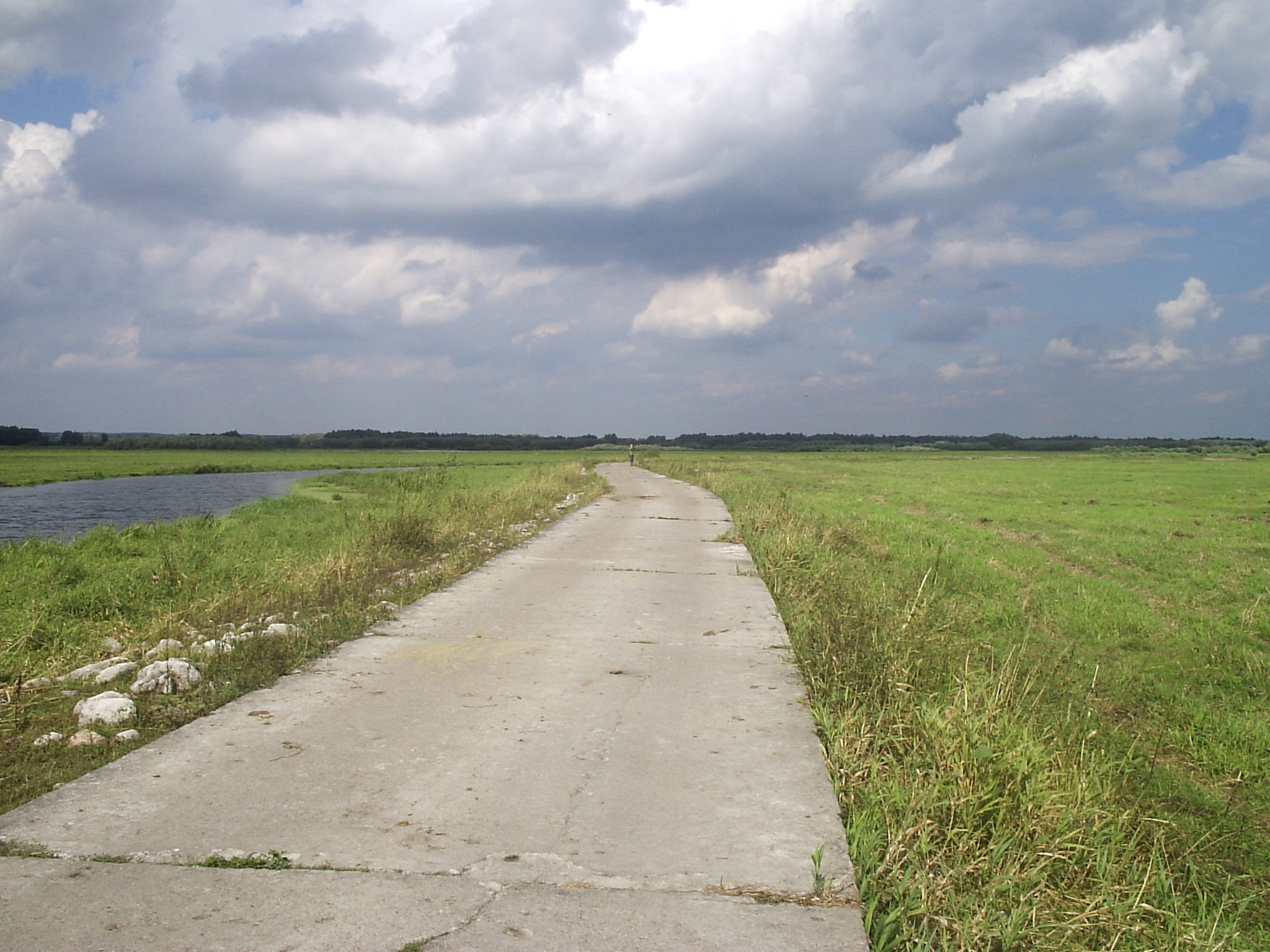
Betonówka nad Postomią
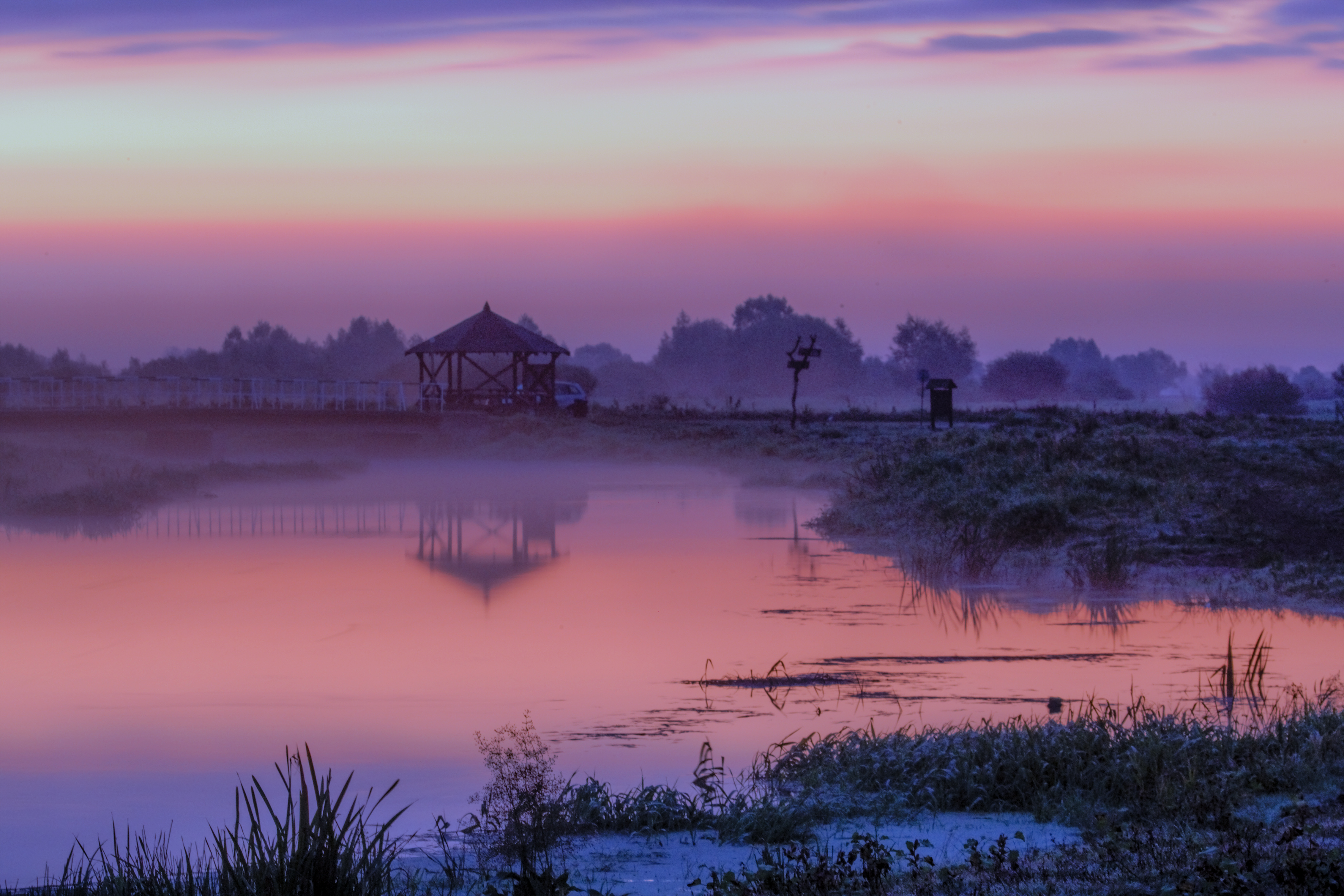
Postomia o świcie – na brzegu czatownia
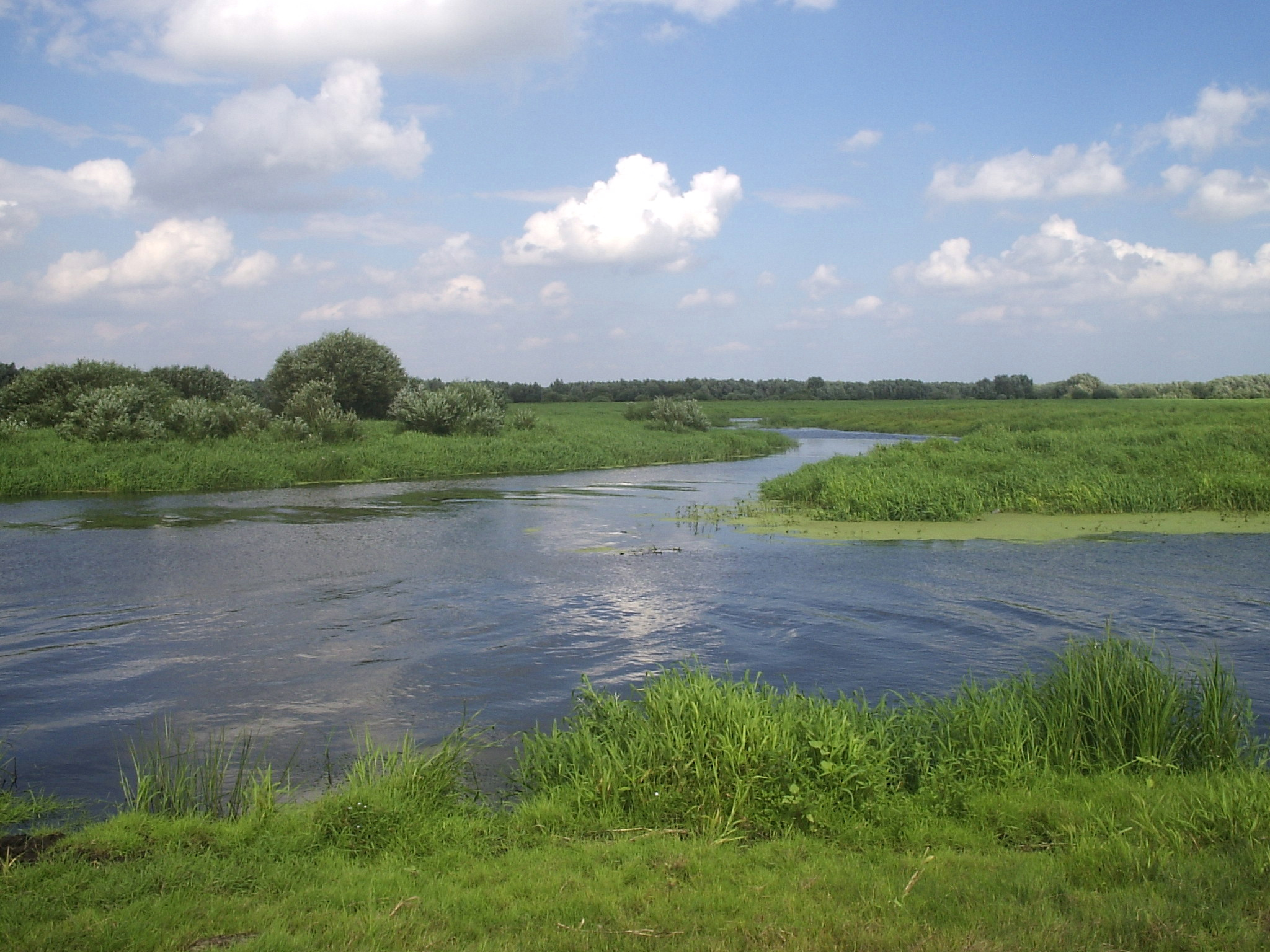
Widok od strony południowej – rozlewiska Postomi